# Feliks Jan Szczęsny Morawski
Feliks Jan Szczęsny Morawski (ur. 15 maja 1818 w Rzeszowie, zm. 10 kwietnia 1898 w Starym Sączu) – polski historyk, pisarz, malarz i etnograf.

## Życiorys

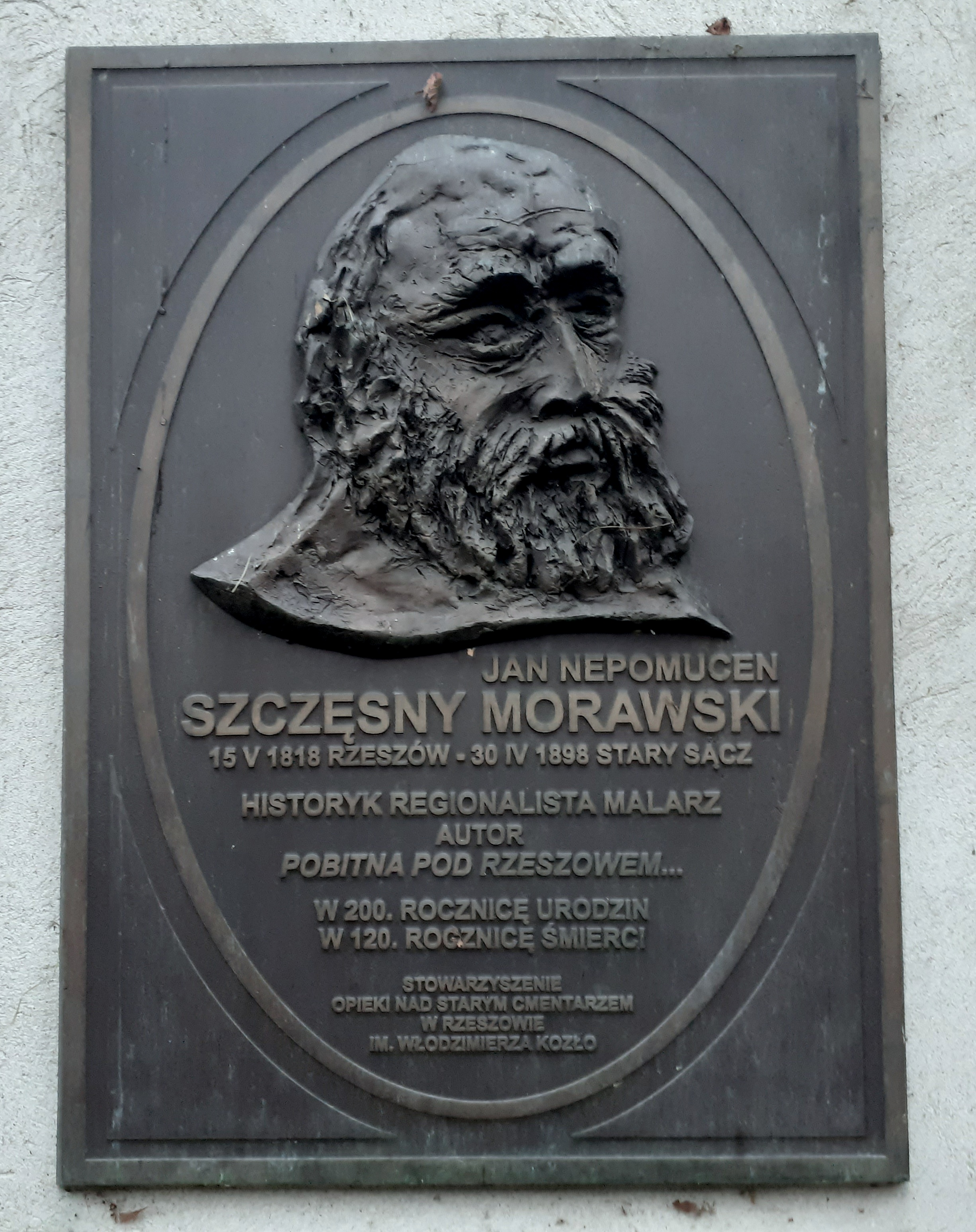
Tablica upamiętniająca na Starym Cmentarzu w Rzeszowie

Urodził się jako syn Ignacego, wielkiego cechmistrza i cechmistrza cechu rzeszowskich rzeźników, oraz Katarzyny z Jezierskich. Był wychowywany w wierze rzymskokatolickiej i w tradycji patriotycznej. Po ukończeniu gimnazjum w Rzeszowie rozpoczął we Lwowie studia prawnicze, jednocześnie  studiując tam prywatnie malarstwo u Jana Maszkowskiego (1793–1865). Po półtorarocznej przerwie, spowodowanej chorobą, w 1840 r. rozpoczął studia malarskie w Akademii Wiedeńskiej. Jednocześnie w wiedeńskiej Bibliotece Nadwornej pogłębiał swoją wiedzę z zakresu historii i archeologii oraz poznawał metody konserwacji zabytków. Po trzech latach, ze względu na zły stan zdrowia, opuścił Wiedeń i objął funkcję konserwatora rycin w bibliotece Aleksandra Batowskiego w Odnowie koło Kulikowa. Był domownikiem swego pracodawcy, pełniąc jednocześnie obowiązki jego sekretarza. W tym czasie nawiązał ożywione kontakty z lwowskim środowiskiem literatów, historyków i działaczy narodowych.
Od 1847 r. był we Lwowie kustoszem zbiorów artystycznych Zakładu Narodowego im. Ossolińskich. Jego pobyt we Lwowie (1847-1852) był obfity w różne formy działalności. Wiele wędrował po Galicji rysując obiekty zabytkowe. Malował portrety, obrazy religijne, sceny rodzajowe. Wykonał także serię rysunkowych portretów współczesnych osobistości lwowskich. Namalował obraz Trójca Święta w Kościół Świętej Trójcy w Rzeszowie.
Po zwolnieniu z Ossolineum (1851) Morawski przebywał jeszcze do połowy 1852 r. we Lwowie, współpracując z tamtejszymi pismami, po czym po krótkim pobycie u rodziców w Rzeszowie, spowodowanym chorobą, pod koniec 1852 r. przeniósł się na Sądecczyznę, gdzie pozostał już do śmierci. Początkowo był administratorem wsi Kamionka Wielka, należącej do jego brata Adama. Od 1857 r. mieszkał krótko w Starym Sączu, następnie również krótko dzierżawił wsie Stronie i Świdnik w rejonie Limanowej, by w 1861 r. osiedlić się już na stałe w Nowym Sączu.
Był jednym z autorów haseł do 28-tomowej Encyklopedii Powszechnej Orgelbranda z lat 1859-1868. Jego nazwisko wymienione jest w pierwszym tomie z 1859 roku na liście twórców zawartości tej encyklopedii.
Pisał rozprawy w dziedzinie sztuki, historii i starożytnictwa. Napisał pierwszą, fundamentalną dla badaczy regionu monografię Starego Sącza pt. Sądecczyzna (t. 1 wydany w 1863, t. 2 w 1865). Był autorem powieści historycznej Pobitna pod Rzeszowem. Powieść prawdziwa z czasów konfederacji barskiej z r. 1769 (Kraków 1864). Inne jego książki to m.in. Arianie polscy (1906) (opis losów braci polskich na Pogórzu Karpackim), Sądecczyzna za Jagiellonów z miasty spiskiemi i księstwem oświęcimskiem, Pra-Sławianie i pra-Łotwa, Świat boży i życie na nim (1871), Wyrazy fenickie w mowie polskiej (1885).
Angażował się patriotycznie: w okresie Wiosny Ludów był członkiem Gwardii Narodowej we Lwowie (1848), a potem uczestniczył w powstaniu styczniowym.
Został pochowany w Starym Sączu.

## Wybrane dzieła
- Feliks Jan Szczęsny Morawski: Pobitna pod Rzeszowem : Powieść prawdziwa z czasów Konfederacji Barskiej z roku 1769. Kraków: nakładem Autora, 1864, s. 382. ISBN 83-919233-8-X, ISBN 978-83-919233-8-2. OCLC 169901579.
- Feliks Jan Szczęsny Morawski: Sądecczyzna (1). Kraków: nakładem Autora, 1863, s. 249. OCLC 615174827.
- Feliks Jan Szczęsny Morawski: Sądecczyzna (2). Sądecczyzna za Jagiellonów z miasty spiskiemi i księstwem oświęcimskiem.. Kraków: nakładem Autora, 1865, s. 382. OCLC 615174864.
- Publikacje Feliksa Jana Szczęsnego Morawskiego w serwisie Polona.pl